# Velika nagrada Švice 1937
Velika nagrada Švice 1937 je bila četrta dirka evropskega avtomobilističnega prvenstva v sezoni 1937. Potekala je 22. avgusta 1937 na švicarskem dirkališču Circuit Bremgarten.

## Poročilo

### Pred dirko
Alfa Corse je umaknila prijavo na dirko po razočaranju na dirki Coppa Acerbo. Presenetljivo je Tazio Nuvolari zaradi velikega razočaranja z Alfo Romeo štartal v moštvu Auto Union. Z Auto Unionovim dirkalnik je imel Nuvolari težave z vodljivostjo, še posebej ob tako malo treninga z njim. Bolan Luigi Fagioli je še zadnjič pred drugo svetovno vojno štartal na dirki. Hermann Lang je bil še vedno bolan, zato je naredil le malo krogov na prostem treningu, vseeno pa je štartal. Rudolf Caracciola je na sobotnem treningu uspel odpeljati nekaj zelo hitrih krogov, ki so mu prinesli najboljši štartni položaj, pol sekunde počasnejši je bil Bernd Rosemeyer. Prvotno so organizatorji Nuvolarija postavili na četrto štarto mesto, toda moštvo Mercedes-Benza je protestiralo, ker so dirkači Auto Uniona testirali dirkalnike drug drugega brez menjave številk dirkalnikov. V resnici je čas, ki bi Nuvolarija uvrstil na četrto mesto, postavil Rosemeyer, zato je moral Nuvolari štartati iz sedmega štartnega mesta. 

### Dirka
Najbolje je na še mokri stezi štartal Hans Stuck iz tretjega štartnega mesta, sledili so mu Caracciola, Rosemeyer, Lang in Manfred von Brauchitsch. V drugem krogu je Rosemeyer, ki ga je tesno sledil Lang, prepozno zaviral pred ovinkom Eymatt in zletel naravnost s steze. S pomočjo več deset gledalcev je spravil dirkalnik nazaj na stezo, toda odločil se je odstopiti, ker bi bil zaradi nedovoljene pomoči diskvalificiran. Po nekaj krogih boja s Stuckom, je Caracciola uspeh ustvariti nekaj razlike, Stucka je začel napadati Lang, med tem ko je četrtouvrščeni von Brauchitsch zaostajal deset sekund. V četrtem krogu je Raymond Sommer zapeljal v bokse zaradi težav z menjalnikom. Nuvolari je z dokaj neznanim dirkalnikom na mokri stezi vozil previdno na osmem mestu. V osmem krogu so ga poklicali v bokse, da je njegov dirkalnik prevzel Rosemeyer. V desetem krogu je Lang uspel prehiteti Stucka za drugo mesto, toda za vodilnim Caracciolo je zaostajal že štiriindvajset sekund. Pet krogov kasneje je tudi von Brauchitsch prehitel Stucka in poskrbel za trojno Mercedesovo vodstvo. Za Stuckom so bili uvrščeni še Fagioli, Rosemeyer, Christian Kautz in Giuseppe Farina. 
Okoli polovice dirke je večina dirkačev zavila na načrtovane postanke v boksih. Fagioli je v dvaindvajsetem krogu opravil postanek v boksih za gorivo, ob tem ga je v dirkalniku zamenjal Nuvolari zaradi težav z medenico. Mercedesovi mehaniki so bili zopet zelo hitri, saj je postanek Langa in von Brauchitscha trajal petintrideset sekund, Caracciolil pa le trideset sekund brez menjave pnevmatik. Tudi Auto Unionovi mehaniki so bili podobno hitri, Stuck, ki se tudi ni odločil za menjavo pnevmatik, je bil po postankih ponovno tretji. Stuck in von Brauchitsch sta nadaljevala svoj dvoboj na stezi, lovila sta drugouvrščenega Langa, ki je dobil signal iz boksov naj pospeši. Lang se je odzval in se Caraccioli približal na devetnajst sekund, toda nato je dobi signal iz boksov naj nekoliko popusti in osvojil drugo mesto za Caracciolo. Osem krogov pred koncem je von Brauchitsch le uspel drugič prehiteti Stucka za tretje mesto in ga zadržal do cilja, Rosemeyer pa je ponovno po slabem začetku dobro dirkal, postavil tudi najhitrejši krog v lovu za vodilnimi, toda zaradi prevelikega zaostanka ni zmogel višje od petega mesta. 

## Rezultati

### Štartna vrsta
| _______3_______ Stuck Auto Union 2:34,3   |                                           | _______2_______ Rosemeyer Auto Union 2:32,5 |                                                      | _______1_______ Caracciola Mercedes-Benz 2:32,0 |  |
|                                           | _______5_______ Lang Mercedes-Benz 2:37,3 |                                             | _______4_______ von Brauchitsch Mercedes-Benz 2:36,3 |                                                 |  |
| _______8_______ Fagioli Auto Union 2:43,2 |                                           | _______7_______ Nuvolari Auto Union 2:43,0  |                                                      | _______6_______ Farina Alfa Romeo 2:42,8        |  |
|                                           | _______10______ Sommer Alfa Romeo 2:44,4  |                                             | _______9_______ Kautz Mercedes-Benz 2:44,3           |                                                 |  |
| _______13______ Hartmann Maserati 3:12,5  |                                           | _______12______ Pietsch Maserati 3:08,4     |                                                      | _______11______ Ruesch Alfa Romeo 2:53,0        |  |
|                                           | ______15_______ Christen Maserati ?       |                                             | _______14______ Minozzi Alfa Romeo 3:37,1            |                                                 |  |
|                                           |                                           | _______17______ Mandirola Maserati 4:05,6   |                                                      | _______16______ Simonet Alfa Romeo ?            |  |

### Dirka
| Poz | Št | Dirkač                  | Moštvo           | Dirkalnik          | Krogi | Čas/Odstop    | Št. m. | Toč |
| --- | -- | ----------------------- | ---------------- | ------------------ | ----- | ------------- | ------ | --- |
| 1   | 14 | Rudolf Caracciola       | Daimler-Benz AG  | Mercedes-Benz W125 | 50    | 2:17:39,3     | 1      | 1   |
| 2   | 18 | Hermann Lang            | Daimler-Benz AG  | Mercedes-Benz W125 | 50    | + 29,4 s      | 5      | 2   |
| 3   | 12 | Manfred von Brauchitsch | Daimler-Benz AG  | Mercedes-Benz W125 | 50    | + 1:06,4      | 4      | 3   |
| 4   | 10 | Hans Stuck              | Auto Union       | Auto Union C       | 50    | + 1:07,5      | 3      | 4   |
| 5   | 6  | Tazio Nuvolari          | Auto Union       | Auto Union C       | 50    | + 1:21,2      | 7      | 4   |
| 5   | 6  | Bernd Rosemeyer         | Auto Union       | Auto Union C       | 50    | + 1:21,2      | 7      | -   |
| 6   | 16 | Christian Kautz         | Daimler-Benz AG  | Mercedes-Benz W125 | 49    | +1 krog       | 9      | 4   |
| 7   | 4  | Luigi Fagioli           | Auto Union       | Auto Union C       | 49    | +1 krog       | 8      | 4   |
| 7   | 4  | Tazio Nuvolari          | Auto Union       | Auto Union C       | 49    | +1 krog       | 8      | -   |
| 8   | 22 | Raymond Sommer          | Scuderia Ferrari | Alfa Romeo 12C-36  | 47    | +3 krogi      | 10     | 4   |
| 9   | 38 | László Hartmann         | Privatnik        | Maserati 6CM/4CM   | 42    | +8 krogov     | 13     | 4   |
| 10  | 2  | Paul Pietsch            | Privatnik        | Maserati 6C-34     | 41    | +9 krogov     | 12     | 4   |
| Ods | 32 | Henri Simonet           | Privatnik        | Alfa Romeo Tipo B  | 35    |               | 16     | 5   |
| Ods | 36 | Adolfo Mandirola        | Ecurie Genevoise | Maserati 8CM       | 28    | Meh. napaka   | 17     | 5   |
| Ods | 20 | Giovanni Minozzi        | Privatnik        | Alfa Romeo Monza   | 26    | Meh. napaka   | 14     | 5   |
| Ods | 24 | Giuseppe Farina         | Scuderia Ferrari | Alfa Romeo 12C-36  | 22    | Vzmetenje     | 6      | 6   |
| Ods | 40 | Hans Ruesch             | Privatnik        | Alfa Romeo 8C-35   | 8     | Cilinder      | 11     | 7   |
| Ods | 30 | Max Christen            | Privatnik        | Maserati Tipo 26   | 4     | Meh. napaka   | 15     | 7   |
| Ods | 8  | Bernd Rosemeyer         | Auto Union       | Auto Union C       | 1     | Zunanja pomoč | 2      | 7   |
| DNS | 26 | Luigi Soffietti         | Scuderia Subauda | Maserati 8CM       |       |               |        | 8   |
| DNS | 28 | Edoardo Teagno          | Scuderia Subauda | Maserati 8CM       |       |               |        | 8   |
| DNS | 34 | Martin Walther          | Privatnik        | Bugatti T35B       |       |               |        | 8   |